# Helge Hesse

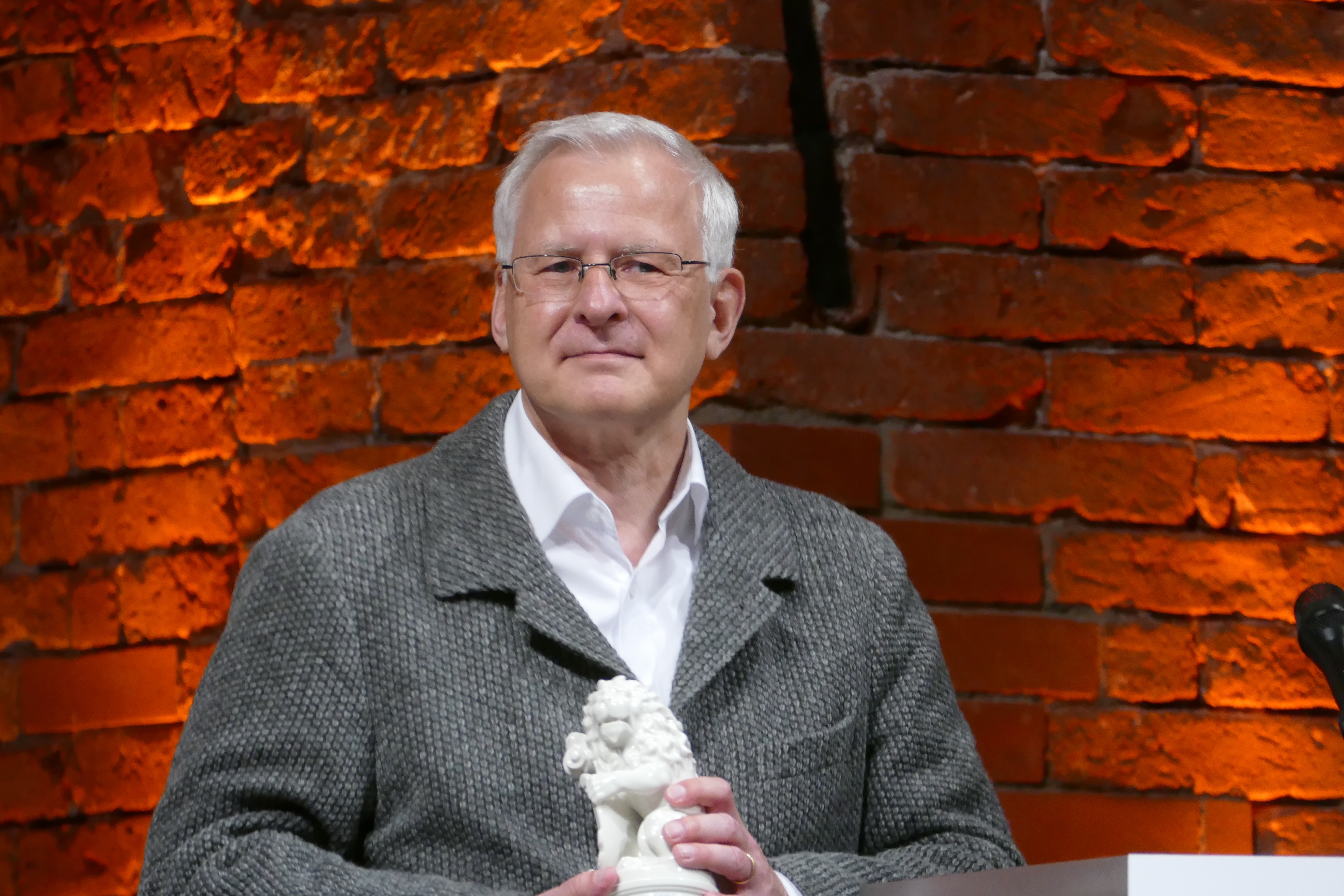
Helge Hesse (2021)

Helge Hesse (* 28. Januar 1963 in Mettmann) ist ein deutscher Drehbuchautor, Filmregisseur und Schriftsteller.

## Leben
Helge Hesse studierte Philosophie und Betriebswirtschaftslehre. Als Drehbuchautor und Filmregisseur drehte er mit Reinhard Schümann und Thorsten Hesse 1996 den Kurzfilm Schwere Beute und 2000 in Co-Produktion mit Raymond Boy den Kurzfilm Neue Schuhe.
2003 veröffentlichte er das Ökonomen-Lexikon, ein Nachschlagewerk über Unternehmer, Politiker und Denker der Wirtschaftsgeschichte, und verfasste danach mehrere wirtschaftshistorische Artikelserien im Handelsblatt.
Es folgten mehrere Sachbücher zu historischen, kulturellen und wirtschaftlichen Themen; unter anderem Hier stehe ich, ich kann nicht anders: In 80 Sätzen durch die Weltgeschichte (2006), das in mehrere Sprachen übersetzt wurde. 2012 erschien das Buch Bilder erzählen Weltgeschichte, in dem Hesse anhand von Gemälden durch die Weltgeschichte reist, aber auch zeigt, wie verschieden Geschichte in der Kunst dargestellt wird. Nach dem 2016 erschienenen Mit Platon und Marilyn im Zug, in dem er verschiedenen historischen Freundschaften, Rivalitäten und Paarbeziehungen nachspürte, veröffentlichte er 2018 Eine kurze Geschichte des ökonomischen Denkens. 2021 erschien Die Welt neu beginnen, in dem er anhand der Erlebnisse entscheidender Persönlichkeiten die Umbrüche und Aufbrüche des letzten Viertels des 18. Jahrhunderts erzählt, und das 2021 mit dem Bayerischen Buchpreis in der Kategorie „Sachbuch“ ausgezeichnet wurde.
Helge Hesse lebt in Düsseldorf.

## Werke

### Bücher
- Ökonomen-Lexikon – Unternehmer, Politiker und Denker der Wirtschaftsgeschichte in 600 Porträts, Verlag Wirtschaft und Finanzen, Düsseldorf 2003 (2. erweiterte und überarbeitete Auflage als Personenlexikon der Wirtschaftsgeschichte – Denker, Unternehmer und Politiker in 900 Porträts, Schäffer-Poeschel, Stuttgart 2010)
- Starke Worte für Manager, Eichborn, Frankfurt 2005
- Hier stehe ich, ich kann nicht anders – In 80 Sätzen durch die Weltgeschichte, Eichborn, Frankfurt  2006
- Ich habe einen Traum – In 80 Sätzen durch die Geschichte des 20. Jahrhunderts,  Eichborn, Frankfurt 2008
- Das Churchill-Prinzip – Mit Persönlichkeit zum Erfolg, Eichborn, Frankfurt 2007
- Unbekannte Helden der Weltgeschichte, Eichborn, Frankfurt 2009
- Barbarossa, Botticelli und die Beatles, Eichborn, Frankfurt 2011, ISBN 978-3-8218-6537-9
- Wo der Fettschwanzmaki fremdgeht: Das Länderlexikon der erstaunlichen Fakten (mit Henning Hesse und Josi Kemmann), Eichborn, Köln 2012, ISBN 978-3-8479-0502-8
- Bilder erzählen Weltgeschichte, dtv, München 2012, ISBN 978-3-423-28011-2
- Eine kurze Geschichte des ökonomischen Denkens, Schäffer Poeschel 2018, ISBN 978-3-7910-4298-5
- Die Welt neu beginnen – Leben in Zeiten des Aufbruchs 1775–1799, Reclam 2021, ISBN 978-3-15-011280-9
- Ein deutsches Versprechen. Weimar 1756–1933 – Die Bedeutung Weimars für die weltweite Kunst und Kultur, Reclam 2023, ISBN 978-3-15-011436-0

### Hörbuch
- Hier stehe ich, ich kann nicht anders – In 80 Sätzen durch die Weltgeschichte, Audio Media Verlag 2011